# Baltak
Baltak je australská black metalová kapela založená roku 1994 hudebníkem Peterem Kotevskim používajícím pseudonym Gorgoroth. Zabývá se makedonskou tematikou, zejména starověkou Makedonií v éře Filipa II. a jeho syna Alexandra Velikého. Rovněž většina textů je v makedonštině.
Debutové studiové album vyšlo roku 1995 a nese název Macedonian Darkness and Evil.

## Diskografie
Studiová alba
- Macedonian Darkness and Evil (1995)
- Загинатиjот град (1997) – transkripcí Zaginatijot grad (česky Ztracené město)
- Крал на два светој (2000) – transkripcí Kral na dva svetoj
- Македонски бој (2003) – transkripcí Makedonski boj (česky Makedonská bitva)

Singly
- Macedonian Legions Rise! (2004)